# 市立角館総合病院
市立角館総合病院（しりつかくのだてそうごうびょういん）は、秋田県仙北市角館町にある、仙北市が設置した公立の医療機関である。

## 概要
仙北市・大仙市・仙北郡を医療圏とする救急指定病院である。とくに仙北市内では市立田沢湖病院が救急指定病院の機能を返上したことから仙北市唯一の救急指定病院となっている。救急外来として夜間休日の診療も行っている。

## 沿革

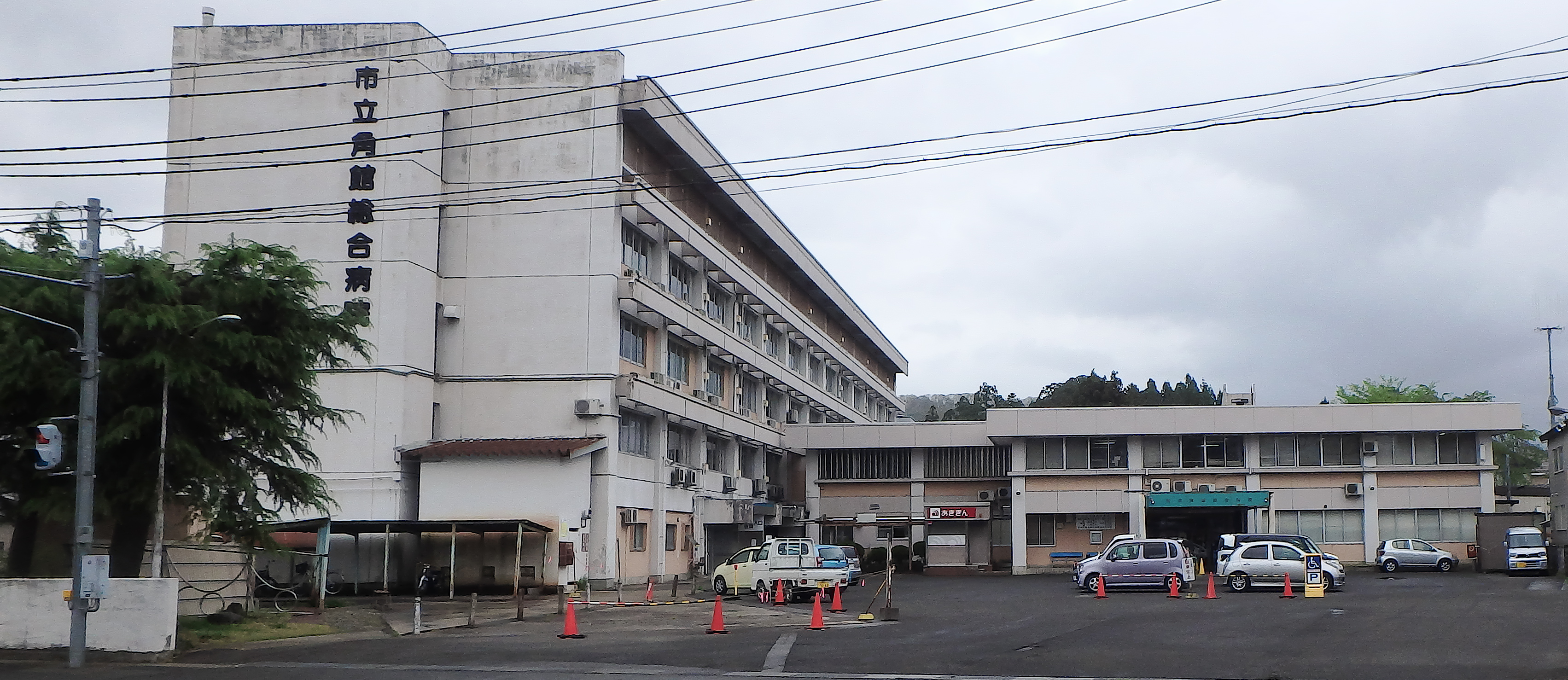
2017年に移転新築する以前の旧病棟

- 1953年（昭和28年）11月21日 - 厚生省標準C級モデル町立角館病院として開院する。
- 1973年（昭和48年）10月1日 - 公立角館総合病院に改称する。
- 1978年（昭和53年）3月28日 - 救急告示病院指定[1]。
- 1996年（平成8年）12月24日 - 災害拠点病院指定[1]。
- 2005年（平成17年）9月20日 - 角館町が仙北市となり、市立角館総合病院に改称する。この日が開設日となる[1]。
- 2007年（平成19年）9月13日 - 臨床研修指定病院指定[1]。
- 2017年（平成29年）4月1日 - 移転新築[3]。

## 保険指定施設
- 保険医療機関
- 労災保険指定医療機関
- 災害拠点病院[1]
- 指定自立支援医療機関
- 指定自立支援医療機関
- 身体障害者福祉法指定医の配置されている医療機関
- 臨床研修指定病院[1]
- 精神保健および精神障害者福祉に関する法律に基づく指定病院または応急入院指定病院
- 精神保健指定医の配置されている医療機関
- 生活保護法指定医療機関
- 医療保護施設
- 原子爆弾被害者一般疾病医療取扱医療機関
- 母体保護法指定医の配置されている医療機関
- 救急告示病院[1]

## 診療科等
- 消化器内科
- 循環器内科
- 総合診療科
- 心臓血管外科
- 血液・腎臓・膠原病科
- 神経内科
- 精神科
- 小児科
- 外科
- 整形外科
- 脳神経外科
- 泌尿器科
- 産婦人科
- 眼科
- 耳鼻咽喉科
- 歯科
- 皮膚科
- 心理社会療法科
- 薬剤科
- 放射線科
- 臨床検査科
- リハビリテーション科

## 認定専門医人数
専門医の人数はあきた医療情報ネットワークが公開している数値による。
- 公益社団法人日本整形外科学会 : 整形外科専門医 2.6人
- 特定非営利活動法人日本心臓血管外科学会心臓血管外科専門医 0.1人
- 一般社団法人日本消化器内視鏡学会 消化器内視鏡専門医 1人
- 公益財団法人日本眼科学会 眼科専門医 0.2人
- 公益社団法人日本産科婦人科学会 産婦人科専門医 1.1人
- 一般社団法人日本耳鼻咽喉科学会 耳鼻咽喉科専門医 0.3人
- 一般社団法人日本泌尿器科学会 泌尿器科専門医 1人
- 一般社団法人日本内科学会 総合内科専門医 0.3人
- 一般社団法人日本外科学会 外科専門医 1.2人
- 一般社団法人日本糖尿病学会 糖尿病専門医 1人
- 一般社団法人日本アレルギー学会 アレルギー専門医 0.2人
- 一般社団法人日本核医学会 核医学専門医 0.4人
- 特定非営利活動法人日本気管食道科学会 気管食道科専門医 0.1人
- 一般社団法人日本血液学会 血液専門医 0.2人
- 特定非営利活動法人日本婦人科腫瘍学会 婦人科腫瘍専門医 0.1人
- 一般社団法人日本循環器学会 循環器専門医 0.2人
- 一般社団法人日本呼吸器学会 呼吸器専門医 0.1人
- 一般社団法人日本熱傷学会 熱傷専門医 0.4人
- 一般財団法人日本消化器病学会 消化器病専門医 1人
- 特定非営利活動法人日本脳神経血管内治療学会 脳血管内治療専門医 1人
- 公益社団法人日本小児科学会 小児科専門医 0.2人
- 一般社団法人日本消化器外科学会 消化器外科専門医 0.1人
- 公益社団法人日本精神神経学会 精神科専門医 2人
- 一般社団法人日本脳神経外科学会 脳神経外科専門医 2人
- 一般社団法人日本老年医学会 老年病専門医 0.1人

## 交通アクセス
- JR東日本・秋田内陸縦貫鉄道角館駅から徒歩23分
- 羽後交通「角館病院前」・仙北市民バス「市立病院前」下車